# Piletocera argopis
Piletocera argopis is een vlinder van de familie van de grasmotten (Crambidae). De wetenschappelijke naam van deze soort is voor het eerst voorgesteld als Diplotyla argopis door Edward Meyrick in een publicatie uit 1886.
De soort komt voor in Fiji.